# Landes de Gascogne
Pour les articles homonymes, voir Landes.
Les Landes de Gascogne (en gascon, graphie classique las Lanas de Gasconha, graphie fébusienne las Lanes de Gascougne) constituent une région naturelle de France de près de 1,4 million d'hectares, située au débouché du Bassin aquitain sur l'océan Atlantique. Dominée par une pinède (66 % du territoire) essentiellement introduite par l'Homme et des îlots d'agriculture (18 % du territoire), elle s'étend sur trois départements : la Gironde, les Landes et le Lot-et-Garonne, et concerne un périmètre de 386 communes, défini par une ordonnance de 1945.

## Présentation

### Généralités
La région est un plateau sédimentaire incliné et globalement plat, caractérisé par un sol pauvre et sablonneux.
C'est cette planéité, néanmoins modelée par le cordon dunaire littoral empêchant l'écoulement facile des eaux douces vers la mer, qui a donné à la région son caractère de zone humide, du moins avant les grands travaux d'assainissement, de fixation des dunes et de plantation de pins à partir de la fin du XVIIIe siècle et pendant tout le XIXe siècle. Le paysage de landes humides, arpentées par les bergers landais sur échasses, a cédé la place au milieu du XIXe siècle au premier massif forestier de France : la forêt des Landes de Gascogne qui s'étend sur le « triangle des landes » (Soulac, Nérac, Hossegor). À l'occasion de certaines fêtes folkloriques, les bergers redeviennent ces échassiers landais d'autrefois, qui gardaient leurs troupeaux, vêtus de peaux de moutons, haut perchés sur leurs échasses.
La région a connu une transformation profonde du fait de ces travaux qui ont bouleversé totalement, en moins d'un siècle, une économie et une culture millénaires. Le système agropastoral a fait place à l'industrialisation du gemmage (auparavant pratiqué uniquement dans les forêts naturelles du littoral), et progressivement à l'industrie du bois. Les essais d'agriculture industrielle et commerciale n'ont pas abouti, jusqu'à l'arrivée du maïs dans les années 1960. C'est une région qui s'urbanise et se périurbanise (+2,3 % par an d'artificialisation des sols de 2006 à 2009).
Le littoral a pris plus d'importance avec le développement du tourisme balnéaire et de villégiature dès le milieu du XIXe siècle (notamment avec l'arrivée du train à partir de 1841 à La Teste-de-Buch, puis à Bayonne et Lacanau). Le tourisme reste un important pourvoyeur d'emplois saisonniers. La démographie est en forte hausse, avec environ 839 200 personnes en 2006 (soit +60 % en quarante ans, +0,9 %/an de 1990 à 1999, +1,4 % par an de 1999 à 2006, 2/3 des résidents nouveaux venant d'autres régions).
La concurrence internationale et les évolutions technologiques ont atteint durement l'économie du massif forestier, qui demeure une des premières sources de richesse de la Nouvelle-Aquitaine.

### Localisation
Les landes de Gascogne sont bordées :
- à l'ouest par l'océan Atlantique ;
- au nord-est par la frange viticole du Médoc, le Bordelais, le Bazadais et le Queyran ;
- au sud-est par le Pays d'Albret et la Ténarèze, avec le cours de la Gélise comme délimitation, l'Armagnac, le Tursan, la Chalosse, les pays d'Orthe et de Seignanx.

### Villes principales
- Gironde : La Teste-de-Buch, Arcachon.
- Landes : Dax, Mont-de-Marsan.

### Stations balnéaires
Le littoral des Landes de Gascogne est constitutif de la Côte d'Argent, comptant parmi les stations balnéaires :
- Gironde : Soulac, Montalivet, Hourtin, Carcans-Maubuisson, Lacanau, Le Porge, Lège-Cap-Ferret, Arcachon, Pyla-sur-Mer ;
- Landes : Biscarrosse, Mimizan, Contis, Lit-et-Mixe, Saint-Girons, Moliets, Vieux-Boucau-les-Bains, Soustons, Seignosse, Hossegor, Capbreton.

### Forêt des Landes

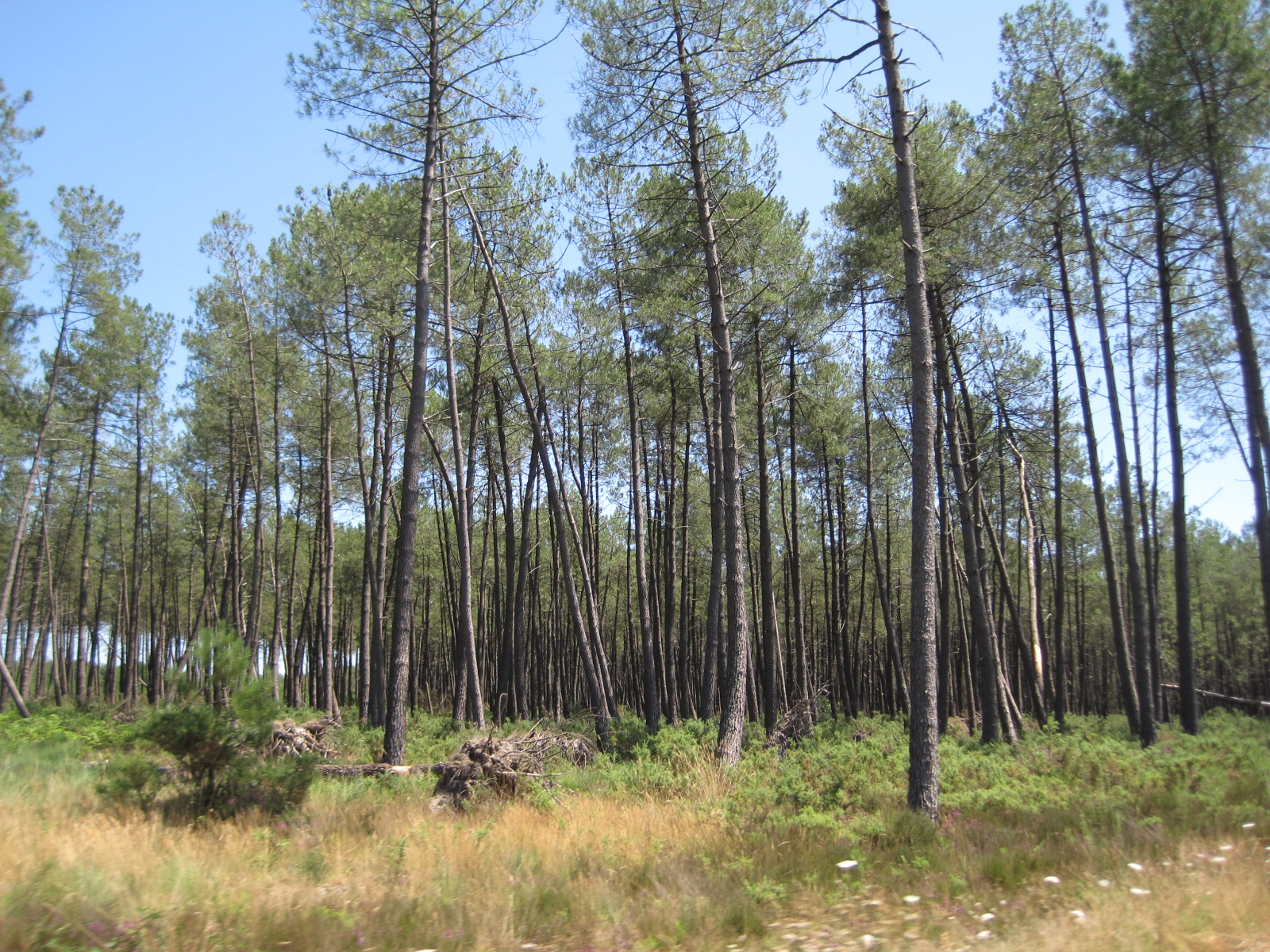
La forêt des Landes.

La forêt des Landes s’étend sur 974 000 ha (9 740 km2), vaste triangle allant de Soulac à Hossegor et jusqu’à Nérac. Elle recouvre la majeure partie des départements de la Gironde et des Landes ainsi que l'ouest du Lot-et-Garonne. La surface forestière se répartit sur la dune littorale pour environ 9 % et à l'intérieur des terres sur la plaine sableuse du « plateau landais » pour le restant soit 91 % environ. La forêt de pins telle qu’on la connaît aujourd’hui ne couvrait que 200 000 ha avant que le boisement systématique des dunes et du plateau landais, ne modifie ce paysage. Mais de nos jours, le pin maritime, essence largement majoritaire, représente 80 % des arbres qui composent la forêt, les 20 % restants étant composés de chênes, ormes, tilleuls, de châtaigniers, aulnes, lauriers, arbousiers, pruniers, pommiers, cerisiers, etc. Fortement dominée par le pin maritime (85 % des arbres sur 803 000 ha, au début du XXIe siècle), la composition du massif évolue avec une part croissante de feuillus (naturels ou introduits) passée de 8 % à 15 % en dix ans (de 2000 à 2010 environ).
La forêt des Landes offre une diversité de paysages. Au nord, la proximité des exploitations viticoles du bordelais offrent des paysages de pin et de vignes mêlées, où se côtoient les échoppes et les maisons landaises traditionnelles. Au sud, les pins laissent place peu à peu aux collines verdoyantes de la Chalosse, et l'on devine au loin les Pyrénées. La Côte d'Argent abrite des forêts au sous-bois différent de celui de l'intérieur de la lande. Les arbousiers, chênes verts et chênes-lièges se partagent la lumière qui n'est pas captée par les pins. Au cœur du massif forestier, la présence de quelques cours d'eau et tout particulièrement de la Leyre, est propice au développement d'une forêt constituée de feuillus dissimulant bien souvent la rivière : la forêt galerie.
Le massif boisé a été touché par deux tempêtes majeures (tempête Martin en 1999 et tempête Klaus dix ans plus tard en 2009) au cours desquelles 26 % de la forêt landaise connaît plus de 40 % de dégâts en superficie. Depuis la sécheresse de 1976 surtout, le massif est aussi régulièrement victime d'attaques sanitaires (chenilles processionnaires, scolytes et autres ravageurs auxquels les peuplements souvent monospécifiques sont particulièrement sensibles) et périodiquement menacé par des incendies de forêts.

### Étymologie
Le mot commun lande (en gascon lana/ lanne) vient du celtique landa altération de lann enda, c'est-à-dire les fins de la terre (plate) ou de la plaine, ici la grande plaine aquitaine. C'est une allusion commune aux finages de confins maritimes ainsi qu'à leurs végétations caractéristiques, cette dernière acception végétale étant plus tardive et spécifique aux traditions paysannes.
Le terme latin ager syrticus est une autre appellation qui rappelle qu'il s'agit d'un vaste rivage maritime, parfois inondé et marécageux, ce que les anciens cultivateurs des sables landais traduisaient littéralement par des « terres labourées par les intrusions de la mer ou par envahissement des eaux bloquées par des cordons dunaires et qui ne peuvent ainsi accéder librement aux rivages maritimes, terres aussi modelées par les vents transporteurs de sables, parfois destructeurs de toute vie au vent et qui soufflent en mitraille, parfois à des dizaines de lieues de la mer, ne se privant pas de faire irruption avec fracas dans les bons pays ». C'est ce dernier terme ager syrticus passé en latin médiéval qui figure sur les esquisses de premières cartes carolingiennes, au-dessus d'un espace blanc entre Bordeaux et Adour, comme dans la Géographie Universelle de Anton Friedrich Büsching au siècle des Lumières.
L'appellation de « Landes de Gascogne » n'apparaît qu'au XIXe siècle, la région étant désignée avant cela par « Landes de Bordeaux », qui a un sens plus restrictif aujourd'hui.

## Géologie
Le substratum calcaire et molassique tertiaire du Bassin aquitain a été affecté par des mouvements tectoniques qui ont produit, au Tertiaire, d’un sillon ouvert sur la plate-forme atlantique à hauteur de Biscarrosse.
À la fin du Miocène, se cumulent des sédiments d'origine océanique et détritique en provenance des Pyrénées. Par la suite, plusieurs processus conduiront à ce qu'on appelle le « sables des Landes » :
- à la base, un complexe argilo-sableux siliceux fossilisant d’origine fluviatile et lacustre, de 20 à 100 m d’épaisseur (argiles à kaolinite de Luxey-Pissos, lignites pliocènes de Lamothe et d’Arjuzanx) ;
- au sommet des sables quartzeux fins, d’origine éolienne, de quelques mètres d’épaisseur ;
- entre les deux, des grès siliceux à matière organique colorante et des grès à ciment ferrugineux (alios, garluche) dans des podzosols lessivés.

## Géographie
Le littoral est protégé par des dunes, à la végétation spécifique, qui privent de nombreux petits fleuves côtiers d'accès à l'Océan et conduisant à la formation d'un chapelet de lacs. Le bassin d'Arcachon constitue la seule brèche dans le cordon dunaire landais, long de deux cents kilomètres.

## Histoire

### Avant le «désert landais»
Concernant l’histoire de la végétation, basée sur les données polliniques, le territoire des Landes de Gascogne était couvert par une importante forêt diversifiée (chêne, orme, tilleul, frêne, hêtre, pin, etc.) durant la première moitié de l’Holocène (de 9 700 à 3 900 ans av. J.-C.). Au début de l’Holocène, la couverture forestière est caractérisée par une importante pinède, remplacée vers 6 000–5 500 ans av. J.-C. par une chênaie riche en arbres et arbustes héliophiles (bouleau, noisetier, aulne, etc.). Bien qu’elle soit soumise à des déboisements réguliers à partir du Néolithique final (vers 3500 av. J.-C.) cette forêt persiste jusqu’au début du Moyen-Age (vers 600 apr. J.-C.), période à partir de laquelle l’intensification des activités humaines entraîne dans certains secteurs sa disparition et laisse la place à des landes.
Concernant l’occupation humaine, les données polliniques indiquent une anthropisation remontant à la première moitié du Néolithique ancien (5 500–6 000 ans av. J.-C.), sans que des vestiges archéologiques puissent le confirmer. L’occupation est pérenne à partir du Néolithique final (3 500 ans av. J.-C.), et s’intensifie dès la Protohistoire (3 500 ans av. J.-C.) et atteint un point culminant durant le Moyen Âge. Ainsi contrairement à l’image traditionnelle de la Grande-Lande qui renvoie à un espace marginal ou inhospitalier, caricaturé sous le terme de « désert landais », il convient de reconsidérer cet espace comme auparavant densément peuplé et exploité dès la fin du Néolithique,.

### Système agro-pastoral

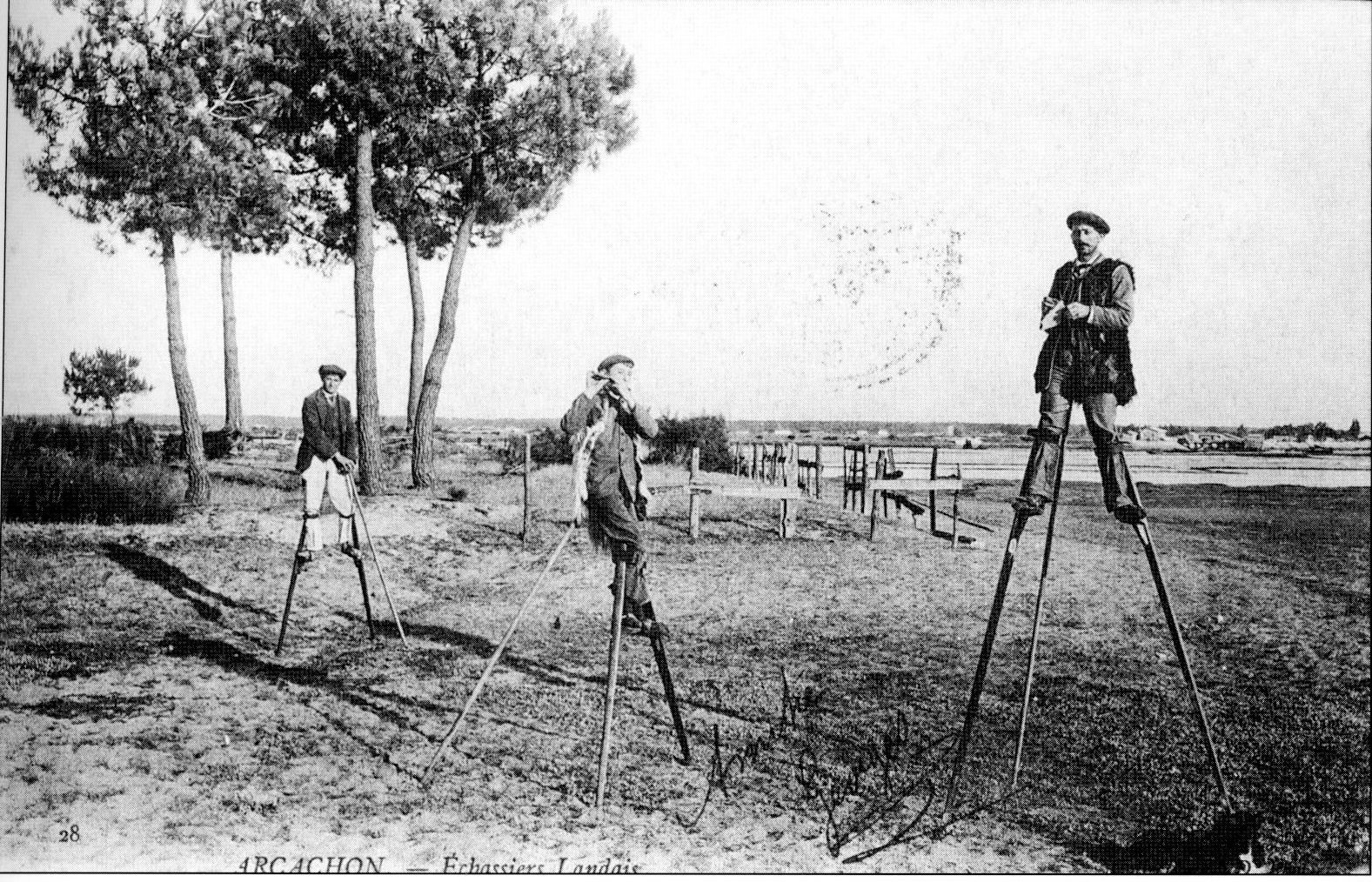
Échassiers landais.

Jusqu’au milieu du XIXe siècle, les habitants des Landes ont dû faire face à l’extrême pauvreté des sols de leurs communaux. La lande se résumait à de grandes étendues nues, marécageuses, plates et insalubres. Les Landais vivaient du système agro-pastoral. Regroupés dans des « airials » (petits hameaux isolés), ils cultivaient le seigle et le millet, base de leur maigre alimentation, et élevaient des moutons dont le rôle consistait à fertiliser les terres. C’est de cette époque que vient l’image du berger landais perché sur ses échasses. En effet, ce moyen de locomotion était parfaitement adapté pour surveiller les troupeaux, et se déplacer rapidement sur de longues distances.
Avant l’image classique du berger landais surveillant du haut de ses échasses ses moutons pâturant la lande rase, selon les historiens, les vaches étaient nombreuses et ce n’est qu’à la suite de la grande épizootie de 1775 qui en a détruit l’essentiel, que le mouton a prévalu. De même, ce n'est qu’après la disparition d’une grande partie de la forêt, décimée au XVIIe siècle par le gel, les incendies et la déforestation que la lande rase est apparue à la fin du XVIIIe siècle.
À l’initiative des « Captaux de Buch » (seigneurs locaux en Pays de Buch), Nicolas Brémontier entreprend de fixer les sables mobiles de la côte qui menaçaient les habitations voisines, et plus tard Chambrelent, assainit la lande en creusant des fossés de drainage, localement appelés crastes. En effet, la situation était devenue compliquée dans les landes, où toutes les expérimentations agricoles (riz, mûriers, arachides, tabac, etc.) avaient échoué jusque-là. Les sols sablonneux et détrempés ne permettaient pas aux cultures de se développer, et les épidémies de paludisme décimaient la population. Le pin est, et reste toujours, la seule essence capable de supporter les conditions des sols pauvres mais assainis des landes. Ces travaux aboutissent à la loi du 19 juin 1857 qui impose radicalement à toutes les communes des Landes de Gascogne de drainer leurs landes humides pour les mettre en valeur, notamment par boisement en pin maritime. Faute de moyens financiers, la plupart des communes sont contraintes de vendre leurs landes à des particuliers, privatisant ainsi les communaux. La région comptait jusque-là 200 000 hectares de forêts naturelles, qui vont être étendues dans toute la Gascogne landaise. À partir de là, le visage de la région va profondément se transformer et le pin va devenir « l’arbre d'or » pour sa résine.

### Fixation des dunes
Jusqu’à ce que les dunes mobiles du littoral aquitain soient fixées, le vent entraînait régulièrement de grandes quantités de sable à l’intérieur des terres. De nombreux villages ont dû être déplacés ou reconstruits. On peut citer parmi les précurseurs de cette fixation les Captaux de la famille de Ruat qui ont mené des essais concluants à La Teste-de-Buch à la fin du XVIIIe siècle. Ces travaux seront généralisés à l’ensemble du littoral grâce à des hommes comme Guillaume Desbiey, le baron Charlevoix de Villiers, Chambrelent, Toussaint Yves Catros ou encore Brémontier. L’État français prend en charge l’édification d’un cordon littoral stabilisé durant le XIXe siècle : en 1876 : 88 000 ha ont été fixés. Durant le XXe siècle, l’Office national des forêts (ONF) assure la gestion et l’entretien de ces dunes.

### Gemmage

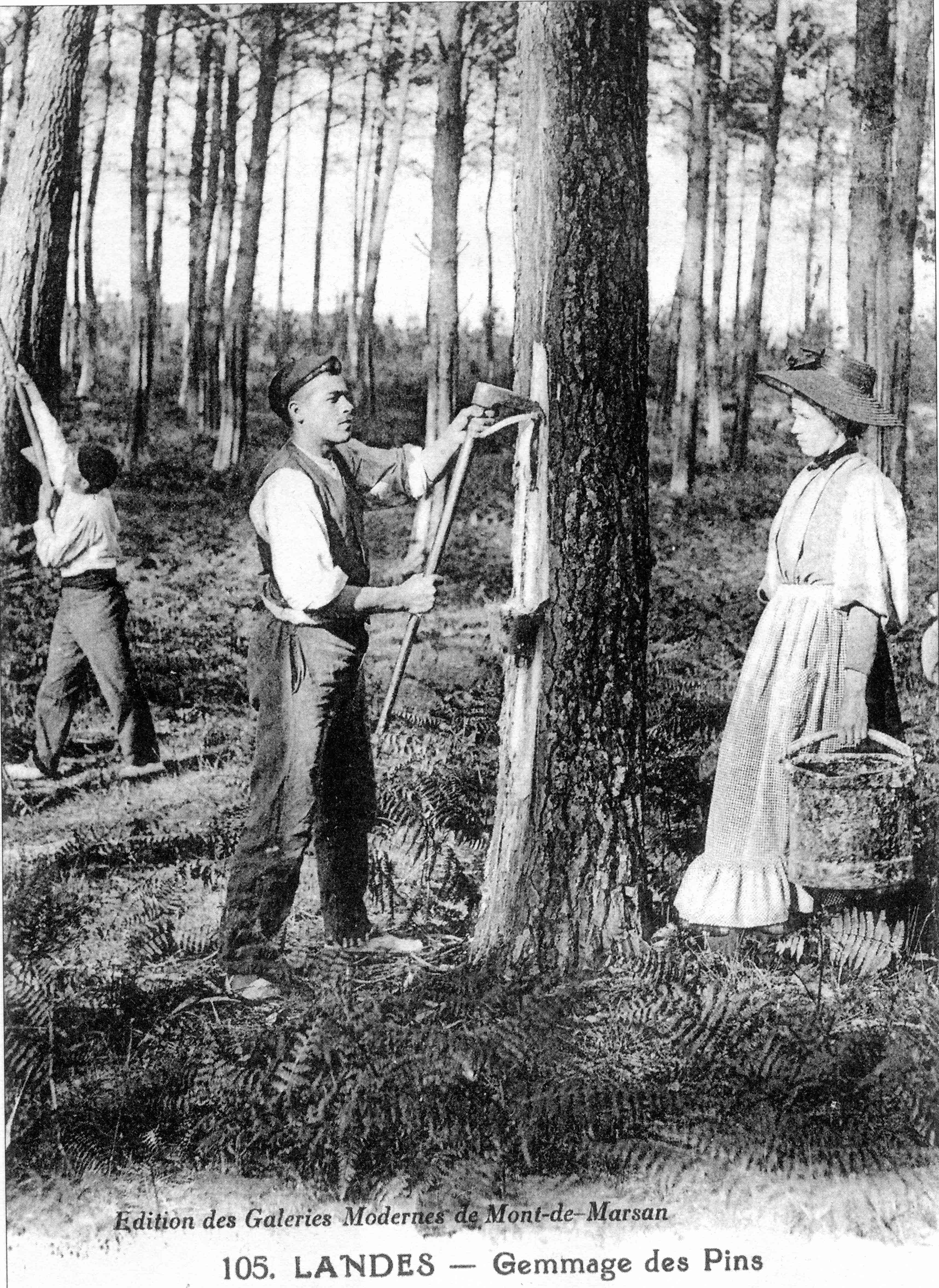
Un résinier pratiquant la pique.

Le gemmage est une activité millénaire dans les Landes de Gascogne. Les premiers gemmeurs exploitaient les embryons de ce qui deviendra la plus grande forêt d'Europe, afin de réaliser une sorte de goudron servant au calfatage des bateaux. On les trouvait à proximité du littoral, à Lacanau, La Teste-de-Buch, Arcachon, Biscarrosse et Hossegor. Avec la disparition du pastoralisme et les plantations massives de pins maritimes, le procédé de gemmage va se généraliser à travers toute la forêt et devenir une activité industrielle phare de la région jusque dans les années 1950. On obtenait après distillation de la résine récoltée, deux composés utiles à l’industrie : la colophane (70 %) et l’essence de térébenthine (20 %). Les débouchés se situaient essentiellement dans l'industrie chimique. Le gemmage a disparu à la fin des années 1980, et de nos jours la forêt de Gascogne a une vocation papetière. Le tourisme est également une des principales sources de revenus de la région, depuis le début du XXe siècle.

### Ordonnance de 1945 et ses prolongations
Au XIXe siècle, après les grands reboisements de la période 1850-1880 qui suivirent la loi de 1857, les incendies furent plus importants notamment lors des années de grandes sécheresses telles que 1871, 1893, 1922 et 1937. Pendant la Seconde Guerre mondiale, aux causes habituelles d’incendies en temps de paix (foudre, imprudences…) se rajoutèrent les causes liées aux hostilités (guérillas par la Résistance, chutes d’avions, minages dans les dunes littorales, rareté des sauveteurs, etc.). On estime qu’entre 1942 et 1945, plus de 300 000 ha furent détruits.
Devant l’ampleur des catastrophes, à la Libération, est pris par Gouvernement provisoire de la République française, l’Ordonnance du 28 avril 1945 relative à la mise en valeur de la région des landes de Gascogne. L’exposé des motifs considère que « la forêt landaise est en train de péricliter » ; « l’existence de ces étendues désertiques de dizaines de milliers d’hectares pratiquement abandonnées par leurs propriétaires à la suite d’incendies ou de coupes non régénérée consécutives à l'assainissement défectueux, est indigne d’un grand pays comme la France. » ; « l’État doit suppléer immédiatement à l’impuissance des propriétaires landais par des travaux considérables et très urgents de construction de routes, de creusement de canaux, de défense contre les incendies, d’électrification des villages et d’alimentation en eau potable des populations rurales. » Un premier crédit de quatre cents millions d’anciens francs est engagé sur le budget de l’État.
S'ensuivit l’arrêté régional du commissaire de la République à Bordeaux du 26 mars 1946, qui rendit obligatoire dans toutes les communes du massif forestier, la création d’une association syndicale (libre - ASL ou autorisé - ASA) de défense des forêts contre l’incendie.
Puis le décret du 25 mars 1947, créa dans chacun des trois départements des Landes de Gascogne (Gironde, Landes et Lot-et-Garonne) un corps de pompiers forestiers professionnels.
Dès 1948, de larges crédits du Fonds forestier national récemment créé en 1946 furent octroyés pour reboiser les zones sinistrées et pour équiper le massif en moyens préventifs et de lutte active.
Après l’été 1949 et les incendies d’une grande gravité qui firent 82 victimes fut dressé un plan de sauvegarde appelé le « Plan de Labouheyre ». En effet une Commission régionale de Landes de Gascogne fut aussitôt constituée qui se réunit une première fois le 16 novembre 1949 à Labouheyre (Landes). Elle conclut un accord entre services publics et propriétaires forestiers pour l’organisation d’une défense contre le feu. Une Commission centrale se substitua à celle régionale par arrêté ministériel du 17 décembre 1949. En quelques années fut aménagé un réseau de pare-feu, de pistes et de fossés d’assainissement.

## Les Landes, quelle définition?

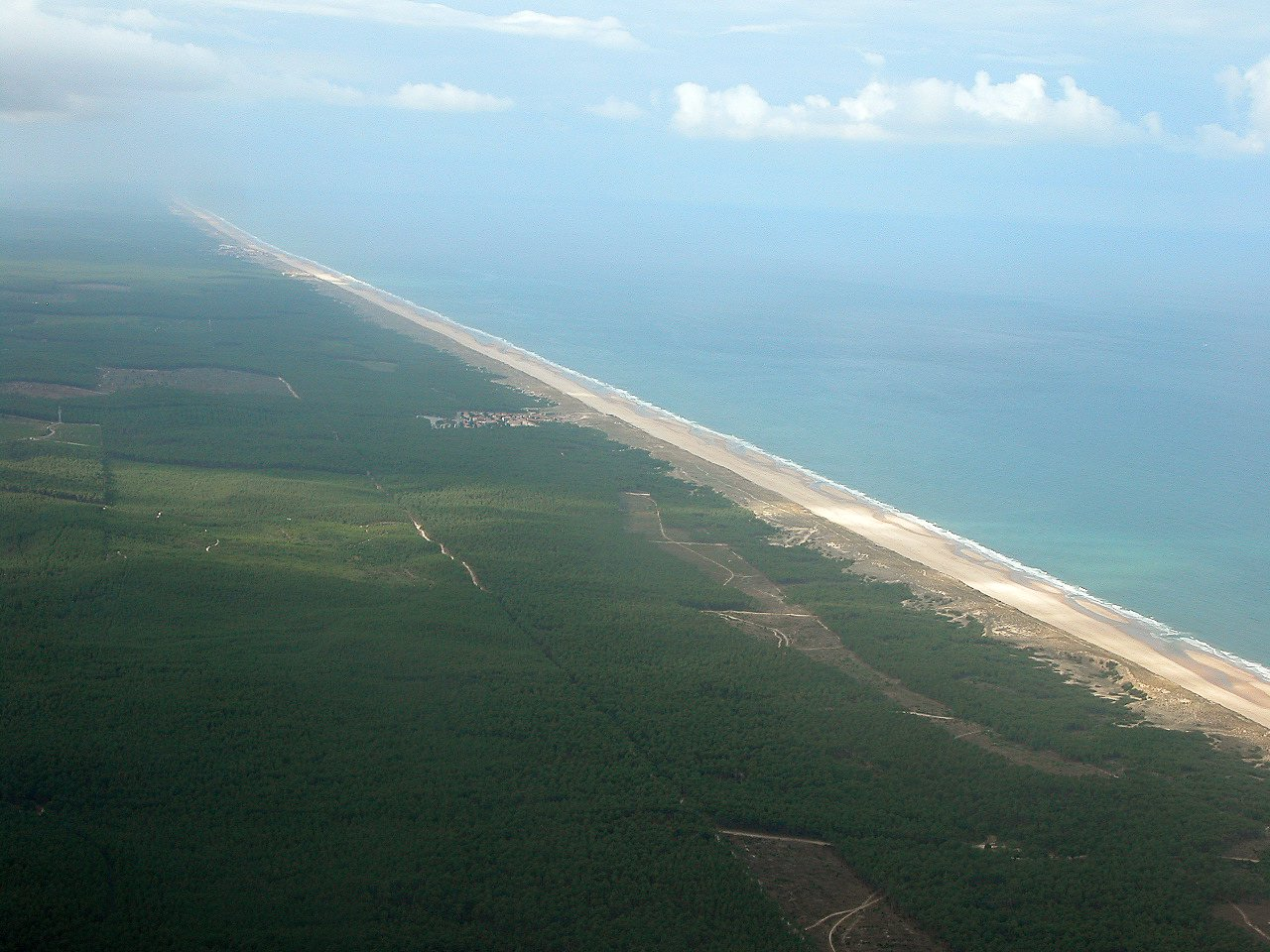
Les côtes du Médoc (hors du département des Landes) font partie des Landes de Gascogne.

Il convient de distinguer le département des Landes du territoire des Landes de Gascogne, le premier correspondant à une entité administrative, le second à une région naturelle et culturelle.
À titre illustratif, la Chalosse, le Tursan et le Marsan font partie du département des Landes, alors qu'ils sont exclus des Landes de Gascogne. Inversement, la forêt de Gascogne s’enfonce à l’est jusqu'en Lot-et-Garonne, s’arrête au niveau de l’Adour au sud et remonte jusqu'à Soulac dans le Médoc.
Les Landes de Gascogne, région naturelle unie par des liens historiques, géologiques, biologiques, linguistiques et culturels, sont divisées en trois entités administratives: les départements de la Gironde, des Landes et du Lot-et-Garonne.
Lors de la création des départements à la Révolution, on n’écouta point les vœux d’un certain Simon (Aîné), géomètre, voulant former un département homogène et respectant un découpage hérité de plusieurs siècles d’histoire, qui aurait été baptisé Leyre. La préfecture aurait été Lugos, rebaptisée « Lugôville » pour l'occasion. Simon (Aîné) défendit cette idée durant des décennies. Par ailleurs on ne prêta pas plus d’attention au futur évêque de Bayonne, François Gieure, lorsqu’il exigea que l’on supprimât « l’appellation odieuse » du département des Landes pour le remplacer par celle du département de l’Adour, plus juste. C’est pourtant un étrange mariage et une déchirure que la Révolution française a célébré : le mariage des collines de la Chalosse avec le désert landais.

« Bientôt la ligne de clivage entre Landais et non-Landais ne passa plus comme elle l’avait toujours fait entre la plaine et les coteaux, le sable noir et la glèbe fertile, elle épousa simplement le pointillé des cartes départementales. Alors que les paysans du sud de l’Adour se transformaient en Landais, les habitants de Salles ou de Saint-Symphorien devinrent des individus sans nom, de pâles Girondins. »

## Pays des Landes de Gascogne

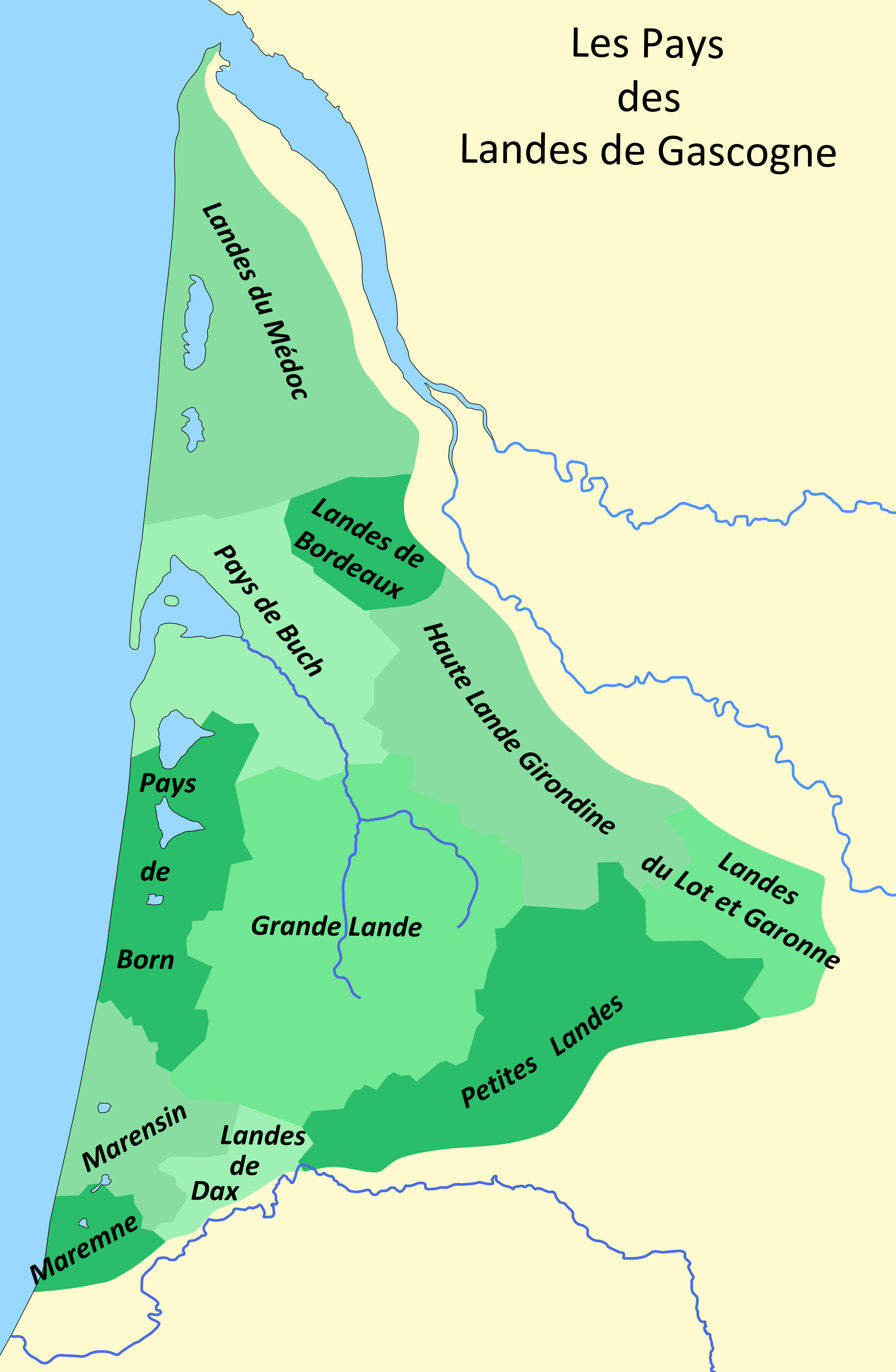
Carte des Pays des Landes de Gascogne.

Le vaste triangle allant de Soulac (Gironde) à Tarnos (département des Landes) en passant par Nérac (Lot-et-Garonne), constituant le territoire des Landes de Gascogne, est morcelé en plusieurs petits « pays ». Ces derniers sont tous unis par des liens historique et géographique, mais aussi géologique car ils appartiennent tous à la plaine sableuse des Landes, biologique par l'intermédiaire de la Forêt des Landes, linguistique (la langue vernaculaire est le Gascon) et culturels (ils appartiennent tous à la Gascogne).
Au moment de la création du département le 4 mars 1790 en application de la loi du 22 décembre 1789, les Landes de Gascogne sont divisées en trois départements :
- la Gironde (Landes de Bordeaux, Landes du Médoc…) ;
- les Landes ;
- le Lot-et-Garonne (Landes de Lot-et-Garonne).

Ce nouveau découpage regroupe des ensembles hétérogènes qui n'avaient, a priori, aucun lien commun, comme le sud de la forêt landaise et la Chalosse dans le département des Landes, ou le nord de la forêt landaise et l'Entre-deux-Mers en Gironde.
Les conséquences de cette séparation sont à l'origine de nombreuses confusions quant à la présence de la forêt des Landes en Gironde. Les traditions landaises ont tendance à disparaître et les esprits ont tendance à associer, à tort, les Landes de Gascogne avec le département des Landes.
La mise en valeur du patrimoine local dans cette partie Ouest de la Gironde s'est focalisée, pendant de nombreuses années, sur les activités balnéaires sur l'activité viticole de la frange Est du Médoc.
On assiste cependant à un renversement progressif de cette tendance à l'oubli, et de plus en plus d'ouvrages touristiques et de cartes intègrent cet héritage culturel landais aux Landes Girondines.
Il n'en demeure pas moins vrai que les pays des Landes de Gascogne sont unis sur le plan de l'héritage culturel.

### Pays landais
Ils comprennent :
- le Médoc, en dehors de la frange viticole ;
- les Landes de Bordeaux, au contact de l'agglomération bordelaise ;
- le Pays de Buch, autour du bassin d'Arcachon et du Val de l'Eyre ;
- le Bazadais ;
- la Haute-Lande-Girondine ;
- les Landes de Lot-et-Garonne ;
- la Grande Lande (ou Haute Lande) dans laquelle on distingue :
  - l'Albret à l'est,
  - le Brassenx entre le Marensin et le Marsan ;
- les Petites Landes pays de transition entre la Haute-Lande et l'Armagnac. On y distingue :
  - le Pays de Marsan (cours de la Midouze),
  - le Gabardan plus à l'est ;
- le pays de Born (de Lévignacq à Sanguinet) ;
- le Marensin (de Soustons à Linxe) ;
- L'Aguais ou Landes de Dax
- le Maremne (des marais d'Orx à Seignosse).

## Parc naturel régional des Landes de Gascogne
Le parc naturel régional des Landes de Gascogne a été créé en 1976 et comporte 51 communes en Gironde et dans le département des Landes. Ses missions sont la préservation du patrimoine, le développement équilibré des activités économiques, la sensibilisation des publics à leur environnement en éveillant la curiosité de l'hôte et de l'habitant.
Il s'est ainsi ouvert un tourisme de découverte. Chacun de ses équipements offre un chemin pour rentrer dans l'histoire de ce pays et comprendre le charme des Landes de Gascogne.
Situé à cheval entre les départements des Landes et de la Gironde, le parc s’étend du bassin d'Arcachon en Pays de Buch, suit les vallées de la Grande Leyre et de la Petite Leyre, et trouve ses limites avec celles de la Grande-Lande.
La maison du parc se situe à Belin-Béliet.

## Culture
Langues parlées :
- français (langue officielle, parlée et comprise par l'ensemble de la population) ;
- gascon (langue vernaculaire, dont l'usage est en fort déclin depuis le milieu du XXe siècle, subsistant dans les zones rurales).

Parmi les termes locaux utiles à connaître, citons les quelques mots gascons suivants :
- airiau/ airial : espace autour de la maison où se trouvent les bâtiments nécessaires à l'exploitation agricole ;
- alios : roche gréseuse du sous-sol landais, composée de sable (96 %) lié par un ciment d'oxydes de fer et de colloïdes humiques ;
- arristoun : désigne une petite ouverture permettant jadis, de nourrir les deux bœufs de la maison depuis la grande cuisine (séjour) ;
- brana/ branne : brande, bruyère à balai ;
- craste : fossé de drainage ;
- estantat : pièce de charpente supportant l'auvent des maisons ;
- esparrou(s) : barreau, notamment pour l'armature du torchis ;
- hapchot : hache à bec recourbé utilisée par les gemmeurs ;
- pinhadà/ pinhadar/ pignadà qui signifie « pinède » ;
- tchanque(s) : échasses.